# Liste der Baudenkmale in Bandelin
In der Liste der Baudenkmale in Bandelin sind alle denkmalgeschützten Bauten der Gemeinde Bandelin (Mecklenburg-Vorpommern) und ihrer Ortsteile aufgelistet. Grundlage ist die Veröffentlichung der Denkmalliste des Landkreises Ostvorpommern mit dem Stand vom 30. Dezember 1996.

## Baudenkmale nach Ortsteilen

### Bandelin
| ID | Lage                            | Bezeichnung | Beschreibung | Bild |
| -- | ------------------------------- | --- | --- | --- |
|    | (Karte)                         | Gutsanlage mit, Park, Kutscher- und Dienerhaus, Marstall, Scheune und 3 (ursprünglich 4 – deshalb Viereck genannt) Landarbeiterhäusern | Sanierter, 2-gesch., 11-achs. Putzbau, wahrscheinlich aus dem 18. Jahrhundert mit Walmdach und Fledermausgauben sowie gartenseitigem 3-achs. Mittelrisalit, davor eine Freitreppe; südliche davon der Park. | Gutsanlage mit, Park, Kutscher- und Dienerhaus, Marstall, Scheune und 3 (ursprünglich 4 – deshalb Viereck genannt) Landarbeiterhäusern |
|    | Dorfzentrum                     | Kulturhaus „Johannes R. Becher“ | Erbaut 1953 – verputzter Ziegelbau, seit Jahren Leerstand, schlechter Zustand | Kulturhaus „Johannes R. Becher“ |
|    | Gemeindestraße Vargatz-Bandelin | Meilenstein (1865) an der Straße nach Vargatz                                                                                          | Granitobelisk auf Sockel; Sockel: 100 × 100 cm – 30 cm hoch über Erde; Obelisk: unten 80 × 80 cm, oben 50 × 50 cm, Spitze 20 cm hoch; Gesamthöhe 280 cm                                                     | Meilenstein (1865) an der Straße nach Vargatz                                                                                          |
|    | An L 35 (ehemals B 96)          | Meilenstein (1868) an der Landesstraße 35                                                                                              | Granitobelisk auf Sockel; Sockel: 100 × 100 cm – 30 cm hoch über Erde; Obelisk: unten 80 × 80 cm, oben 50 × 50 cm, Spitze 20 cm hoch; Gesamthöhe 280 cm                                                     | Meilenstein (1868) an der Landesstraße 35                                                                                              |
|    | (Karte)                         | Mausoleum von Behr – Friedhof Bandelin,                                                                                                | Feldsteinbau mit Säulenportikus – 1922, 1945 von Sowjetarmee ausgeräumt, jetzt Friedhofskapelle | Mausoleum von Behr – Friedhof Bandelin,                                                                                                |

### Kuntzow
| ID | Lage            | Bezeichnung                                 | Beschreibung | Bild                                        |
| -- | --------------- | ------------------------------------------- | --- | ------------------------------------------- |
|    | Am Park (Karte) | Gutsanlage mit Gutshaus und 2 Stallgebäuden | 2-gesch., ruinöser Putzbau, seit 1990 Leerstand                                                                       | Gutsanlage mit Gutshaus und 2 Stallgebäuden |
|    | Dorfstraße      | Kapelle mit Friedhof                        | 1-gesch. verputzter Fachwerkbau, Anbau mit Grablege Corswandt, Friedhof mit alten Grabmalen Corswandt, Feldsteinmauer | Kapelle mit Friedhof                        |

### Schmoldow
| ID | Lage                   | Bezeichnung                | Beschreibung                                                                                         | Bild                       |
| -- | ---------------------- | -------------------------- | --- | -------------------------- |
|    | Park (Karte)           | Gutshaus                   | Ruinöser, 2-gesch., verputzter Ziegelbau der Neorenaissance von 1867 in L-Form; seit 1978 Leerstand. | Gutshaus                   |
|    | nördl. vom Gut (Karte) | Landarbeiterkate Schmoldow | Fachwerkbau mit 4 Wohnungen, Fächer mit Ziegeln gemauert, Modell 1900 auf Weltausstellung prämiert   | Landarbeiterkate Schmoldow |

### Vargatz
| ID | Lage    | Bezeichnung                                              | Beschreibung                                         | Bild                                                     |
| -- | ------- | -------------------------------------------------------- | ---------------------------------------------------- | -------------------------------------------------------- |
|    | Am Park | Gutsanlage mit Gutshaus, Verwalterhaus und Stallspeicher | Gutshaus teilweise und Stallspeicher ganz abgerissen | Gutsanlage mit Gutshaus, Verwalterhaus und Stallspeicher |

## Ehemalige Baudenkmale
| ID | Lage               | Bezeichnung | Beschreibung | Bild |
| -- | ------------------ | ----------- | --- | ---- |
|    | Kuntzow Dorfstraße | Kate        | Fachwerkkate mit gemauerten Fächern, rohrgedeckt, Kate ist seit Jahren abgerissen, befindet sich aber noch in Denkmalliste | Kate |